# Нехо I
Нехо I (умро 664. п. н. е.) је био египатски фараон, припадник Двадесетшесте египатске династије. 

## Биографија
Према Манетону, Нехо је био унук Бакенранефала, последњег фараона Двадесетчетврте египатске династије. Седиште фараона Нехоа био је Саис. Саис је био средиште отпора Нубијској (Двадесетпетој) египатској династији која је Египтом владала од 715. године п. н. е. Асирско краљевство 671. године покреће први поход на Египат. Он је завршен неуспешно. Други поход је краљ Асархадон покренуо 671. године п. н. е. Провалио је у Египат и Нубијце протерао на југ. Асирци заузимају територију Доњег Египта укључујући и Мемфис. За вазалног краља Доњег Египта именовали су Нехоа. Кушитски владар Тантамани је 664. године п. н. е. провалио у Доњи Египат и убио Нехоа. Асурбанипал, асирски краљ, исте године му наноси коначан пораз и протерује из Египта. Нехоа је наследио син Псаметих I под чијом владавином је Египат поново уједињен. 